# Velika Ligojna
Velika Ligojna este o localitate din comuna Vrhnika, Slovenia, cu o populație de 323 de locuitori.